# فوجی‌فیلم فاین‌پیکس اس۷۰۰۰
فوجی‌فیلم فاین‌پیکس اس۷۰۰۰ (به انگلیسی: Fujifilm FinePix S7000) یک دوربین عکاسی ساخت شرکت فوجی‌فیلم است.